# Селая
Селая (ісп. Selaya) — муніципалітет в Іспанії, у складі автономної спільноти Кантабрія. Населення — 2044 осіб (2009).
Муніципалітет розташований на відстані близько 310 км на північ від Мадрида, 27 км на південь від Сантандера.
На території муніципалітету розташовані такі населені пункти: Бустантегуа, Кампільйо, Пісуенья, Селая (адміністративний центр).

## Демографія
Динаміка населення (INE ):

## Галерея зображень

Розташування муніципалітету
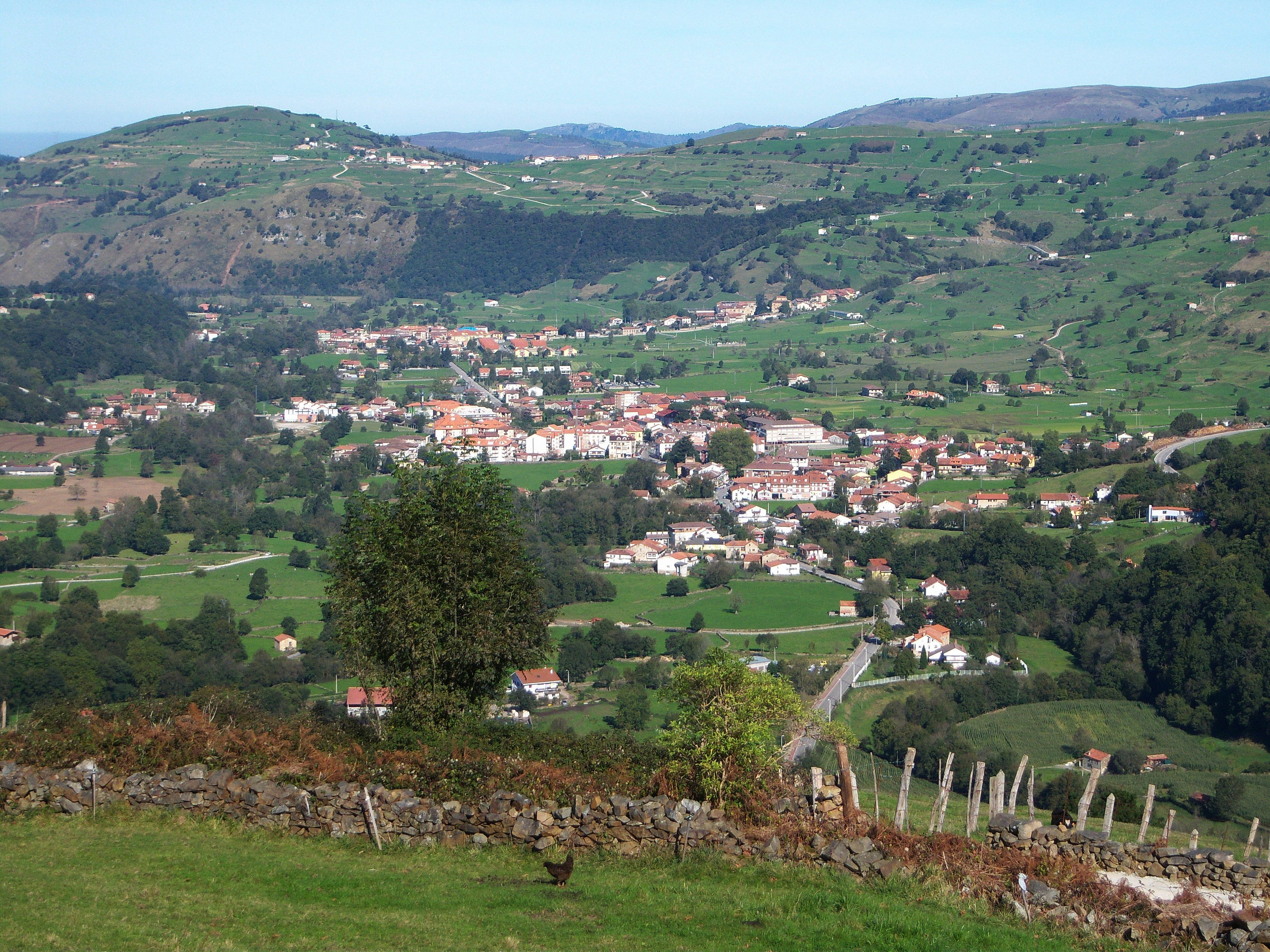
Селая